# 神社覈録

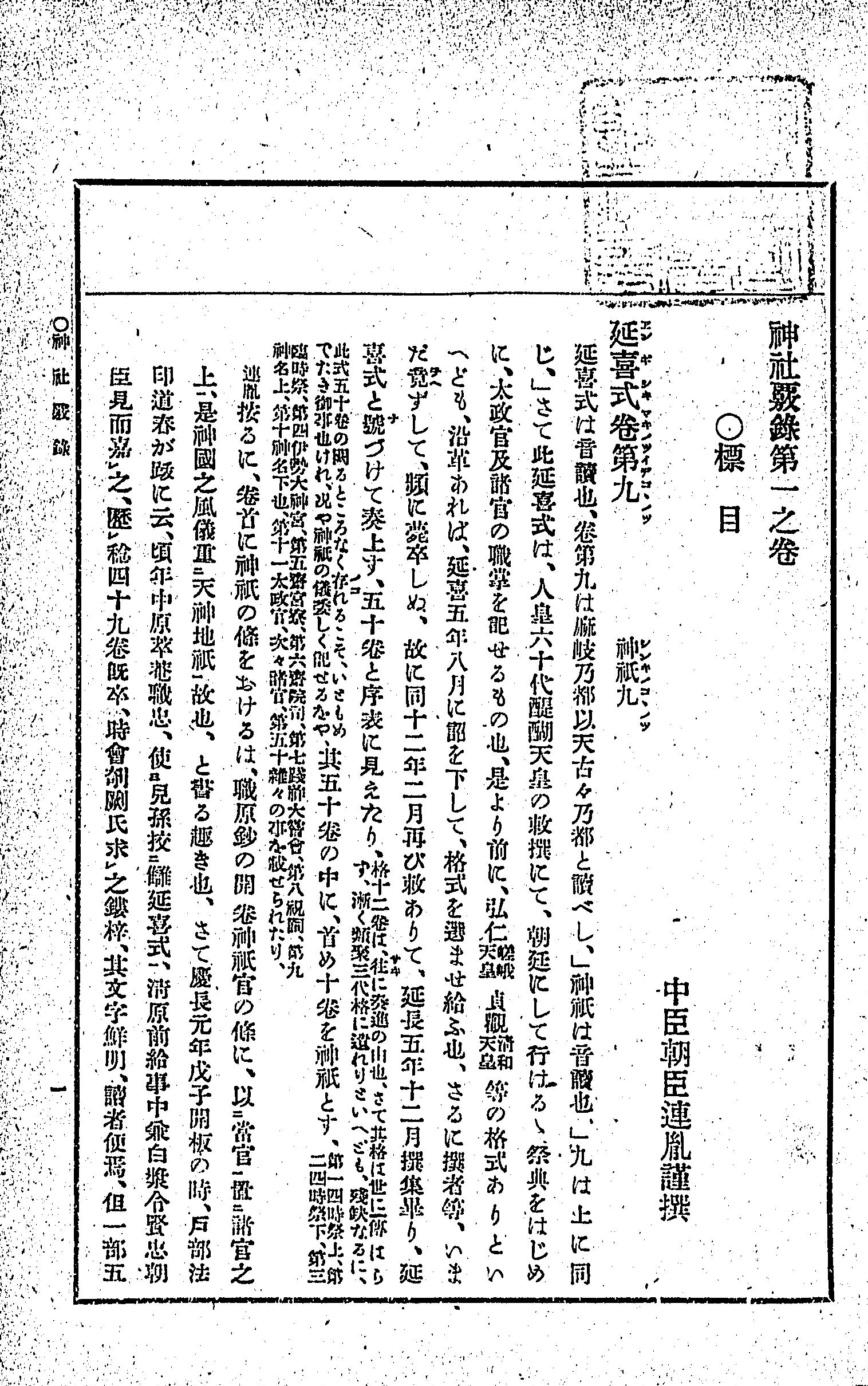
皇典講究所が刊行した洋綴本の本文

『神社覈録』（じんじゃかくろく）は式内社を始めとする古社を考証した書物である。鈴鹿連胤(すずか つらたね)著、全75巻。天保7年（1836年）に起稿され、明治3年（1870年）に完成した。

## 概要

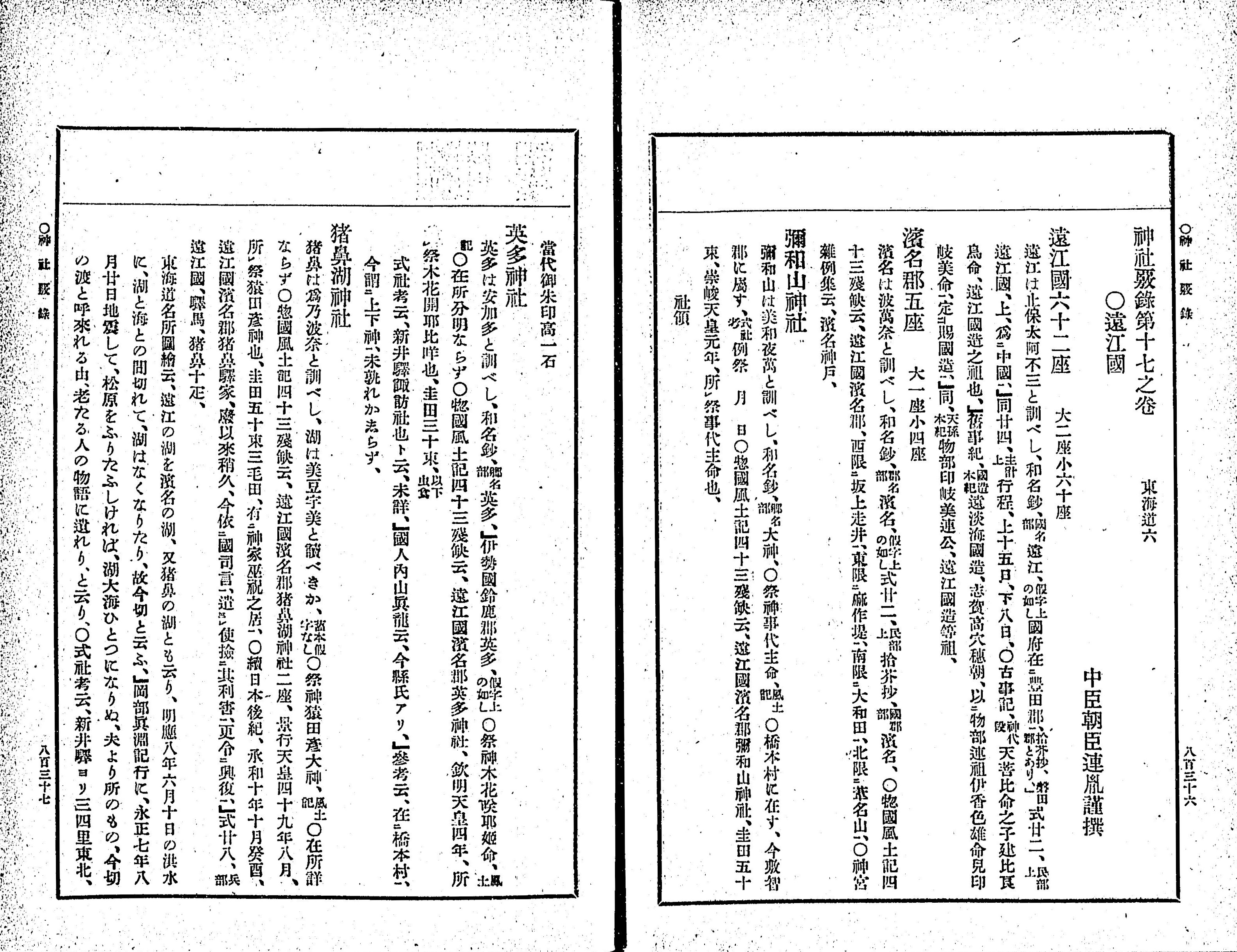
皇典講究所が刊行した洋綴本の「遠江國」の章

体裁は、式内社や国史見在社、その他著名な神社を、六国史を始めとする諸書から各神社に関係する記述を引用しながら、社名の訓み・祭神・鎮座地等を考証しているが、当時の状況から引用諸書の中に偽書とされるものも混じるなどの問題がある。また、後日を期して空欄とした箇所も見られるものの、知られていた限りの『国内神名帳』の全文を参考として掲げるなど、類書中では最も要領を得たものと評価されていた。

## 沿革
明治維新の後、神祇官より献上の内命が下されたため、稿本に補訂を施して清書本と控本とを作成、前者を明治3年11月22日に上呈した（現宮内庁書陵部所蔵本）。なお、連胤自身は、上呈の2日前に薨じている。
明治35年（1902年）、当時皇典講究所の講師であった井上頼圀と佐伯有義が、鈴鹿家所蔵の矢野玄道による校正本を底本に句読点と訓点を施し、洋綴2巻本として同所から刊行した。